# Eupithecia summissa
Eupithecia summissa là một loài bướm đêm trong họ Geometridae.